# Maria Pospisilova
Maria Pospisilova (Nový Bydžov, 1902 – Lugano, 1972) è stata un'artista cecoslovacca naturalizzata svizzera di matrice surrealista che ha vissuto a Praga, Berlino, Trieste, Zurigo e Lugano..
Nel suo periodo italiano Maria Pospisilova porta a Trieste un contributo sostanziale di novità introducendo nei suoi dipinti elementi "assai lontani da quella che era la pittura dominante in Italia".

## Biografia
Negli anni venti compie i propri studi tra Praga e Berlino. Nel 1933 espone per la prima volta le proprie opere a Roma in una doppia personale assieme a De Chirico. Negli anni trenta risiede a Trieste facendo parte del "Sindacato Belle Arti Venezia-Giulia". Diventa una delle animatrici della vita culturale di Trieste dell'epoca.  Amica di Maria Lupieri e Gillo Dorfles  Maria Pospisilova porta un po' della cultura ceca in quella città
Dal 1936 al 1946 rientra a Praga dove conosce Oskar Kokoschka  ed entra a far parte del gruppo surrealista guidato da Karel Teige, Jindrich Styrsky e Toyen.
Dopo la seconda guerra mondiale si trasferisce in Svizzera, prima a Zurigo (1946-49) e poi a Lugano fino alla morte.

## Esposizioni
Nel 1959 - a Milano, nella Galleria Brera - nella mostra Esposizione internazionale. La donna nell'arte contemporanea.